# Kopa (liczba)
Kopa – w Polsce w XVII-XIX w. liczba 60 sztuk = 4 mendle = 5 tuzinów (najczęściej nazwa odnoszona do sztuk, ale także w powiedzeniu "kopę lat"), była stosowana do obliczania zbiorów rolnych (snopów).
Niekiedy stanowiła 50 sztuk – kopa piętna.
Zaś 64, a nawet 80 lub 100 sztuk było nazywane kopą chłopską.
W średniowiecznej Polsce kopa to jednostka obrachunkowa dla monet, równa np. 60 groszom praskim.
Na Litwie i Rusi nazywano "kopą" zgromadzenia gminne (gromadzkie). "Statuty litewskie" podają, w jakich okolicznościach kopa miała być zwołana, "...wokoło na dwie mile (w promieniu dwumilowym), a kiedy na milę, gdzie 'kopowisko' czyli miejsce zebrania podkomorzy w powiecie naznaczy, jak kopy zbierane i odprawowane być mają. Po popełnionych tajemnie zbrodniach, kradzieżach, wydarciu pszczół z ula, zwoływano dla wykrycia kopę gromadzką, na której badano wszystkich czy nie ma kto jakich poszlak w tej sprawie..."